# Salix sungkianica
Salix sungkianica — вид квіткових рослин із родини вербових (Salicaceae).

## Морфологічна характеристика
Це кущ до 6 метрів заввишки; кора матово-сір. Гілочки червонувато-зелені чи жовтуваті, тонкі, голі. Листки на ніжках 1–3(5) мм, гола; листкова пластинка ланцетна чи зворотно-ланцетна, 8–10 × 0.8–1.2 см, до 16 × 1.6 см на пагонах, абаксіально бліда, адаксіально тьмяно-зелена, гола, край залозисто-пилчастий, верхівка коротко загострена. Чоловіча сережка 30–45 × ≈ 5 мм, сидяча, з 2 лускоподібними листочками при основі. Чоловіча квітка: тичинок 2; пиляки жовті. Жіноча сережка 40–60 × 5–8 мм. Жіноча квітка: зав'язь конічна, 1.5–2 мм, запушена, коротконіжкова. Коробочка ≈ 4 мм.

## Середовище проживання
Ендемік Маньчжурії. Росте вздовж річок.

## Використання
Рослина збирається з дикої природи для місцевого використання як їжа, ліки та джерело матеріалів. Вирощується на насипах з метою стабілізації ґрунту.